# Georgiai üregteknős
A georgiai üregteknős (Gopherus polyphemus)  a hüllők (Reptilia) osztályába  és a teknősök (Testudines) rendjébe és a  Szárazföldi teknősfélék (Testudinidae) családjába tartozó faj.

## Előfordulása
Az Amerikai Egyesült Államok délkeleti részén, Florida, Georgia és Alabama területein honos.

## Megjelenése
Testhossza 25-30 centiméter.
|  |